# Anton Kerner von Marilaun
Anton Kerner von Marilaun, född 12 november 1831 i Mautern, Niederösterreich, död 21 juni 1898 i Wien, var en österrikisk botanist. Auktorsnamnet A.Kerner kan användas för Anton Kerner von Marilaun i samband med ett vetenskapligt namn inom botaniken; se Wikipediaartiklar som länkar till auktorsnamnet.
Kerner von Marilaun blev medicine doktor 1854 och var sedan 1878 anställd som professor i botanik vid Wiens universitet samt direktor för detta universitets botaniska trädgård och museum. Han var en växtgeograf och sysselsatte sig mycket med undersökningar om trädgränserna i den österrikisk-ungerska monarkins bergstrakter. Kerner von Marilaun var även deskriptiv författare och blombiolog. Han blev 1892 ledamot av Vetenskapssocieteten i Uppsala.